# Palazzo Patriarcale (Udine)

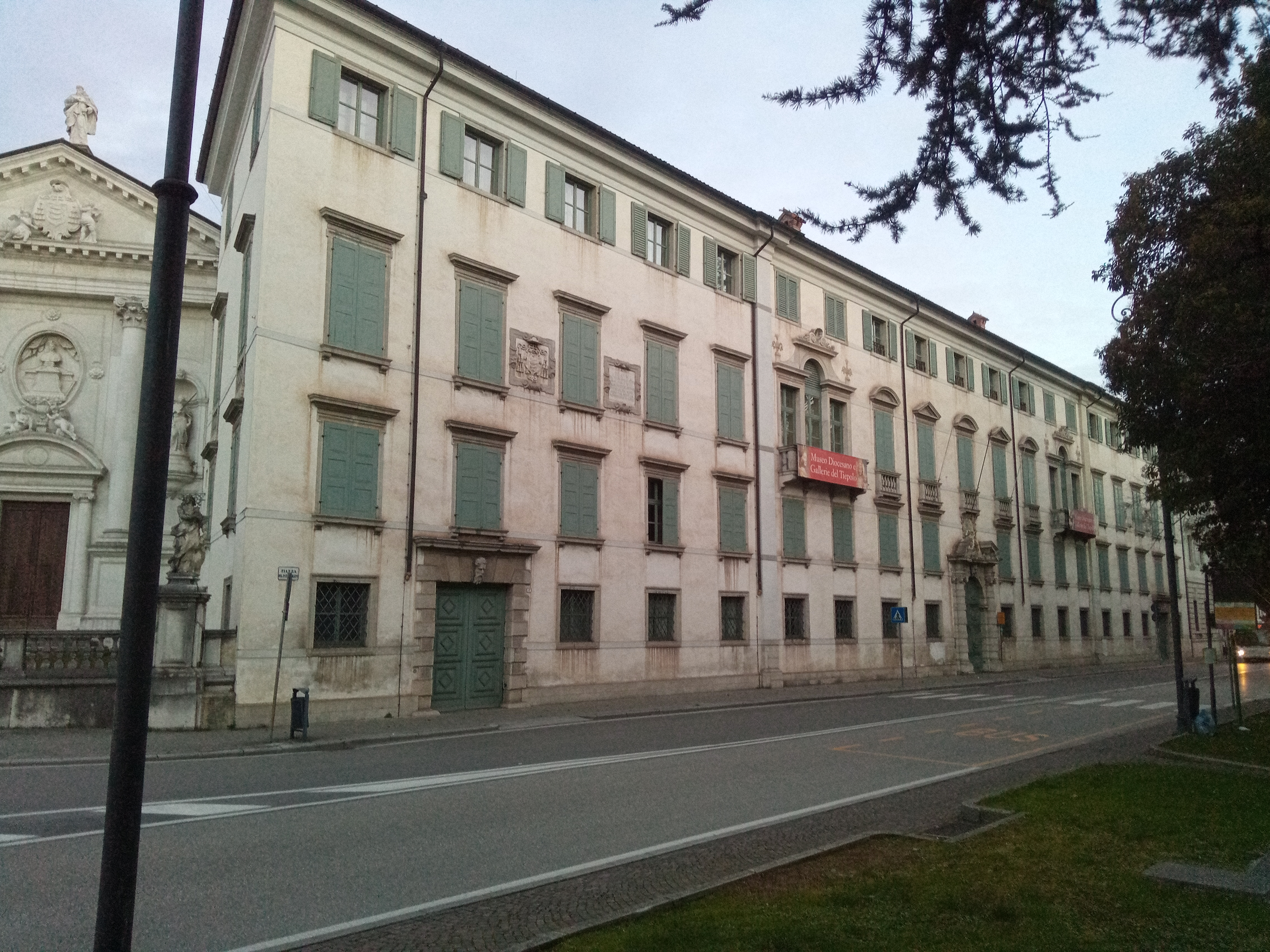
La facciata

Il palazzo Patriarcale o Arcivescovile di Udine è uno dei più celebri edifici storici della città.
Il corpo centrale dell'edificio fu costruito nel corso del XVI secolo, quando i patriarchi di Aquileia, non potendo più risiedere in castello, cercarono un'altra residenza in città. Nel 1708 il patriarca Dionisio Delfino chiamò l'architetto Domenico Rossi, che costruì l'ala con la biblioteca e la scala in ovato, innalzò il corpo centrale realizzando il portale, ultimò l'ala nord e, nel 1725, lo scalone d'onore.

## Museo diocesano e gallerie del Tiepolo

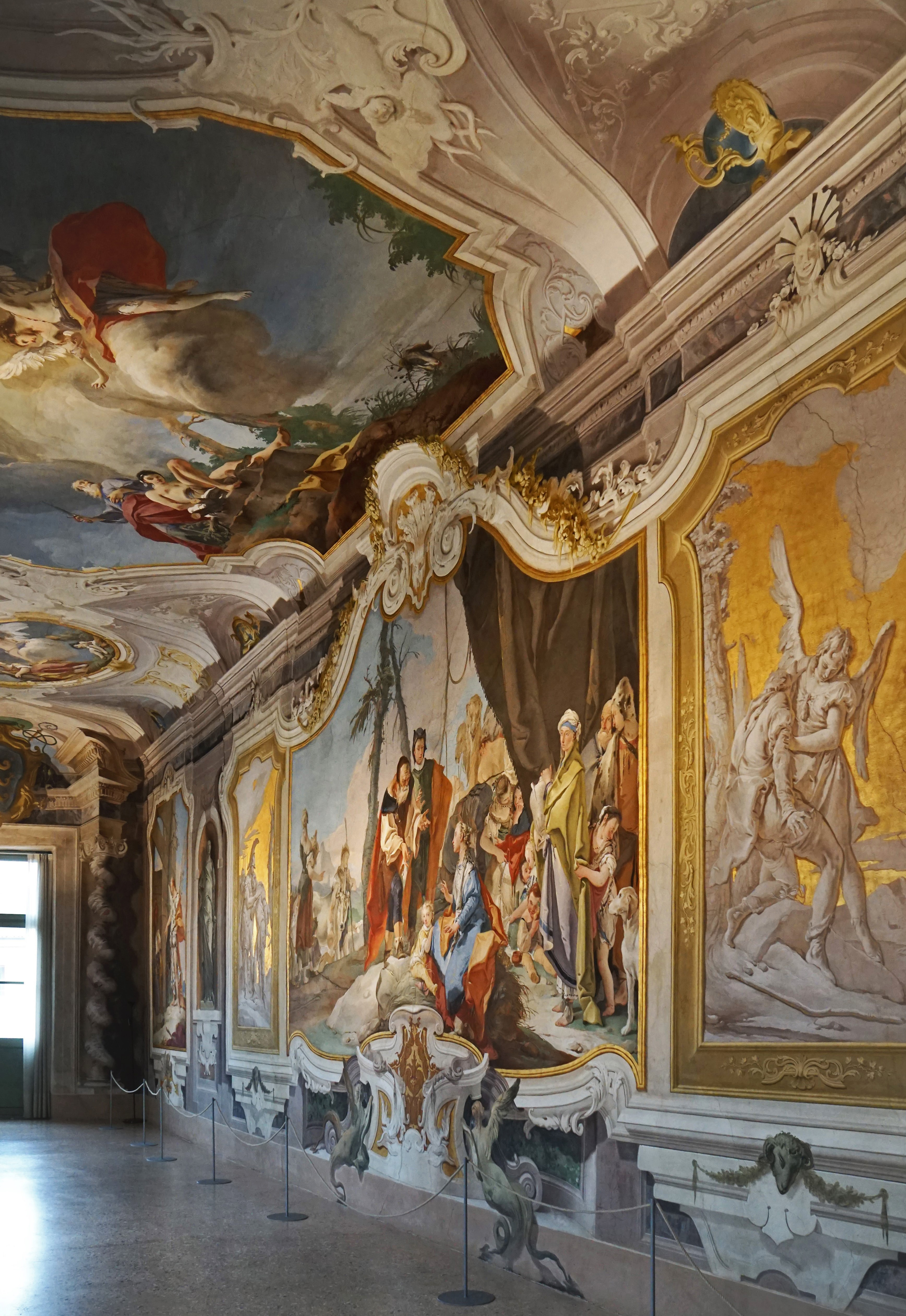
La Galleria del Tiepolo.

Il palazzo è sede, dal 1995, del  Museo diocesano e Gallerie del Tiepolo che, oltre a una ricca raccolta di arte sacra proveniente da varie chiese della diocesi, comprende anche una visita alle sale del palazzo con i celebri affreschi del Tiepolo.

## Biblioteca arcivescovile Delfiniana e Bartoliniana

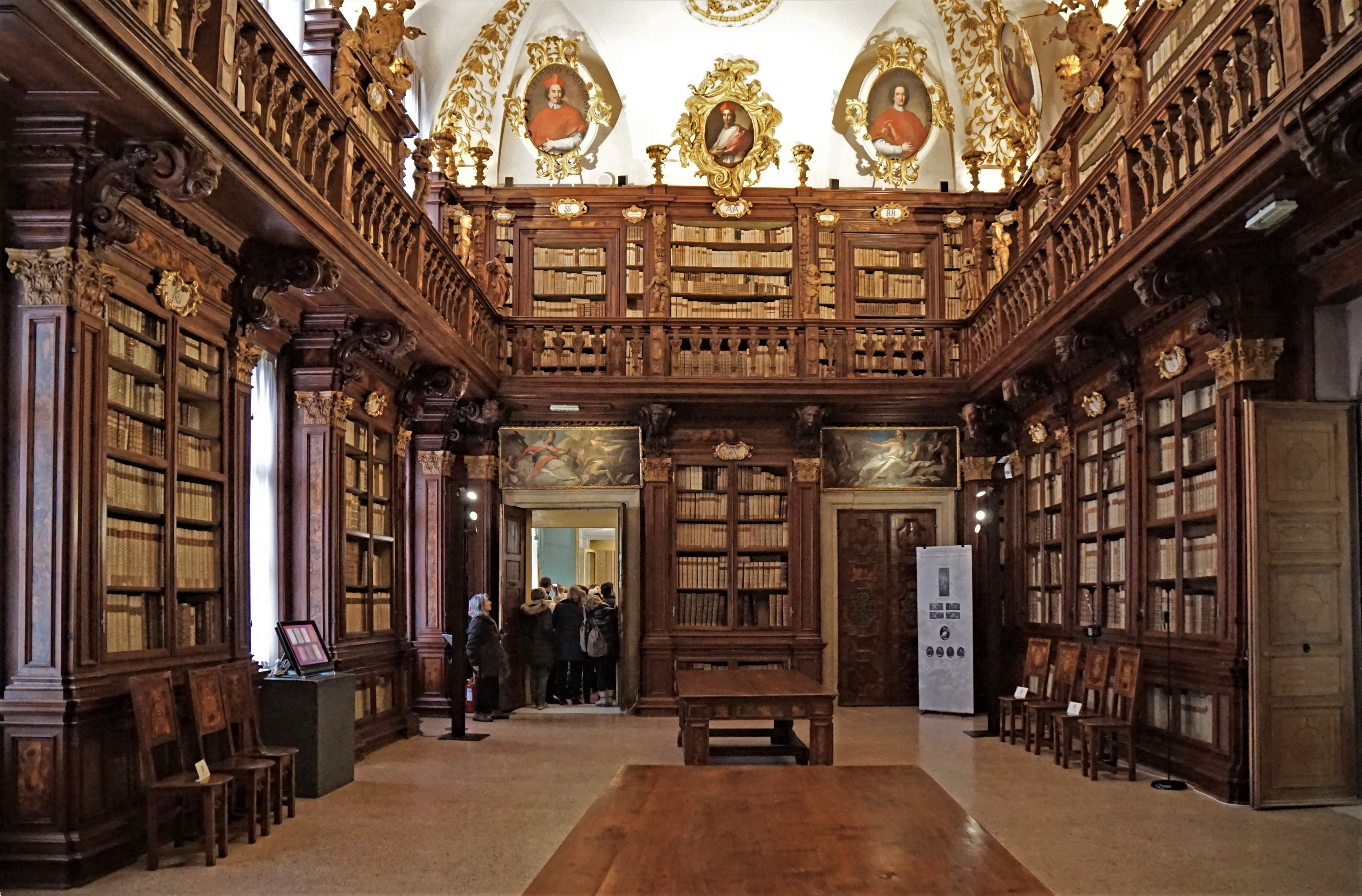
La biblioteca

Il palazzo ospita anche la  Biblioteca Delfiniana o arcivescovile, che fu la prima biblioteca aperta al pubblico nella città di Udine, istituita nel 1709 dal patriarca Dionisio Delfino, ed inaugurata ufficialmente nell'estate del 1711. Oggi è costituita da una piccola ma ricca collezione: circa 11.000 volumi, tra cui 514 manoscritti e 115 incunaboli. Nel suo patrimonio librario sono inclusi testi provenienti dalle biblioteche di Giovanni Dolfin, patriarca di Aquileia, Daniele Dolfin, nunzio apostolico in Francia e Giovanni Battista Cornaro, padre di Elena Lucrezia Cornaro, prima donna laureata d'Italia. I libri sono collocati nelle scaffalature lignee intagliate del Settecento.

Nella stessa sede, ma in una sala separata, è ospitata la  Biblioteca Bartoliniana donata alla Curia vescovile di Udine nel 1827 da Gregorio Bartolini e da sua cognata Teresa Dragoni Bartolini. Essa è costituita da un fondo di circa 10.000 volumi, tra cui 40 incunaboli, il cui nucleo più rilevante è rappresentato dai libri appartenuti al conte Antonio Bartolini, appassionato bibliofilo e collezionista di edizioni rare e pregiate.

## Galleria d'immagini

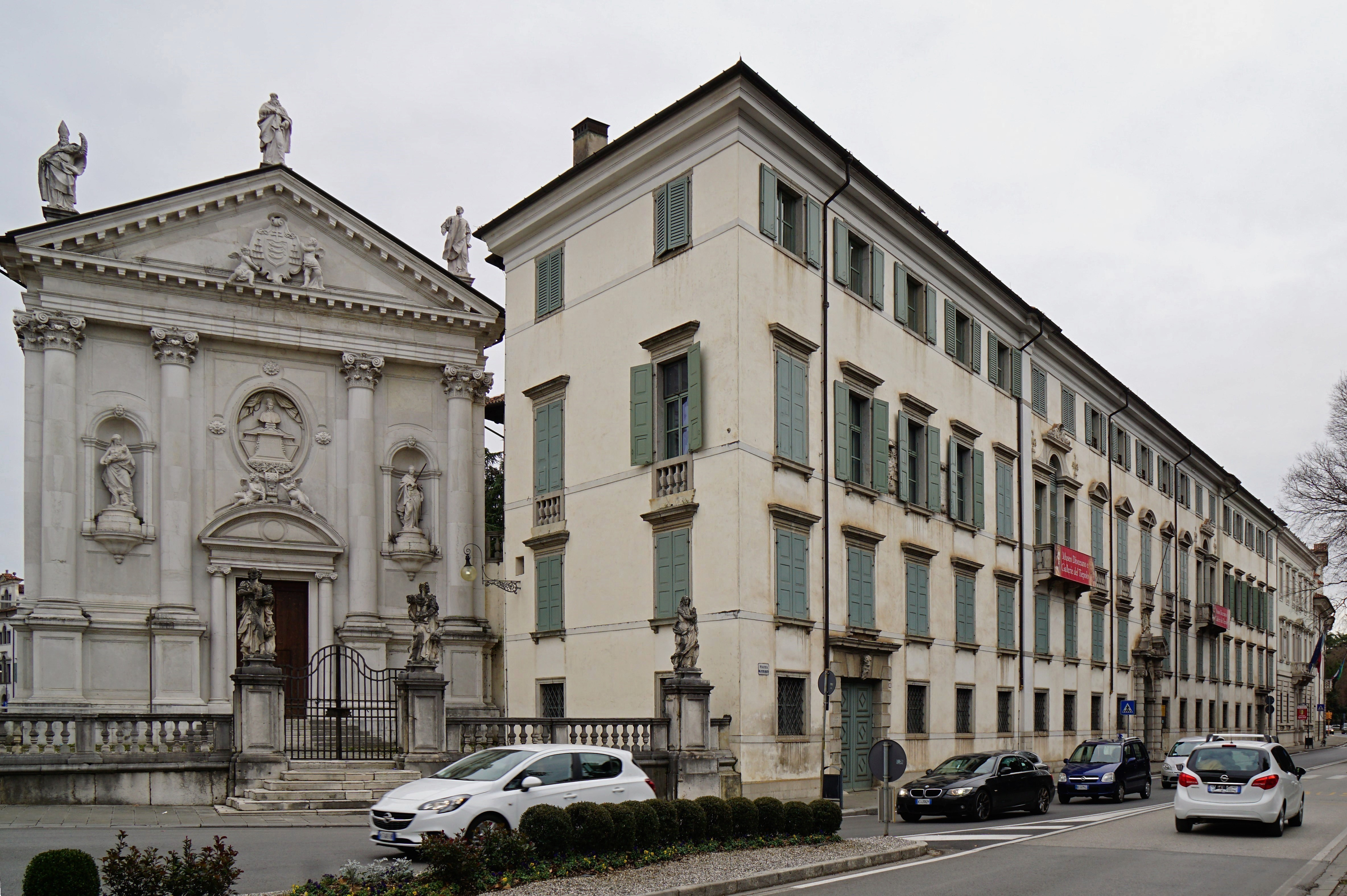
Facciata e chiesa di Sant'Antonio
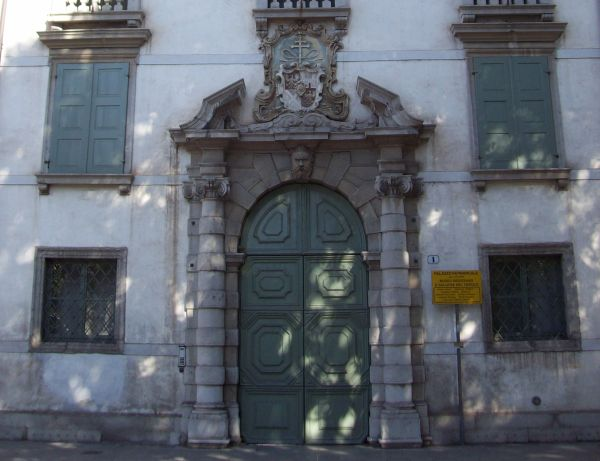
Portale del palazzo
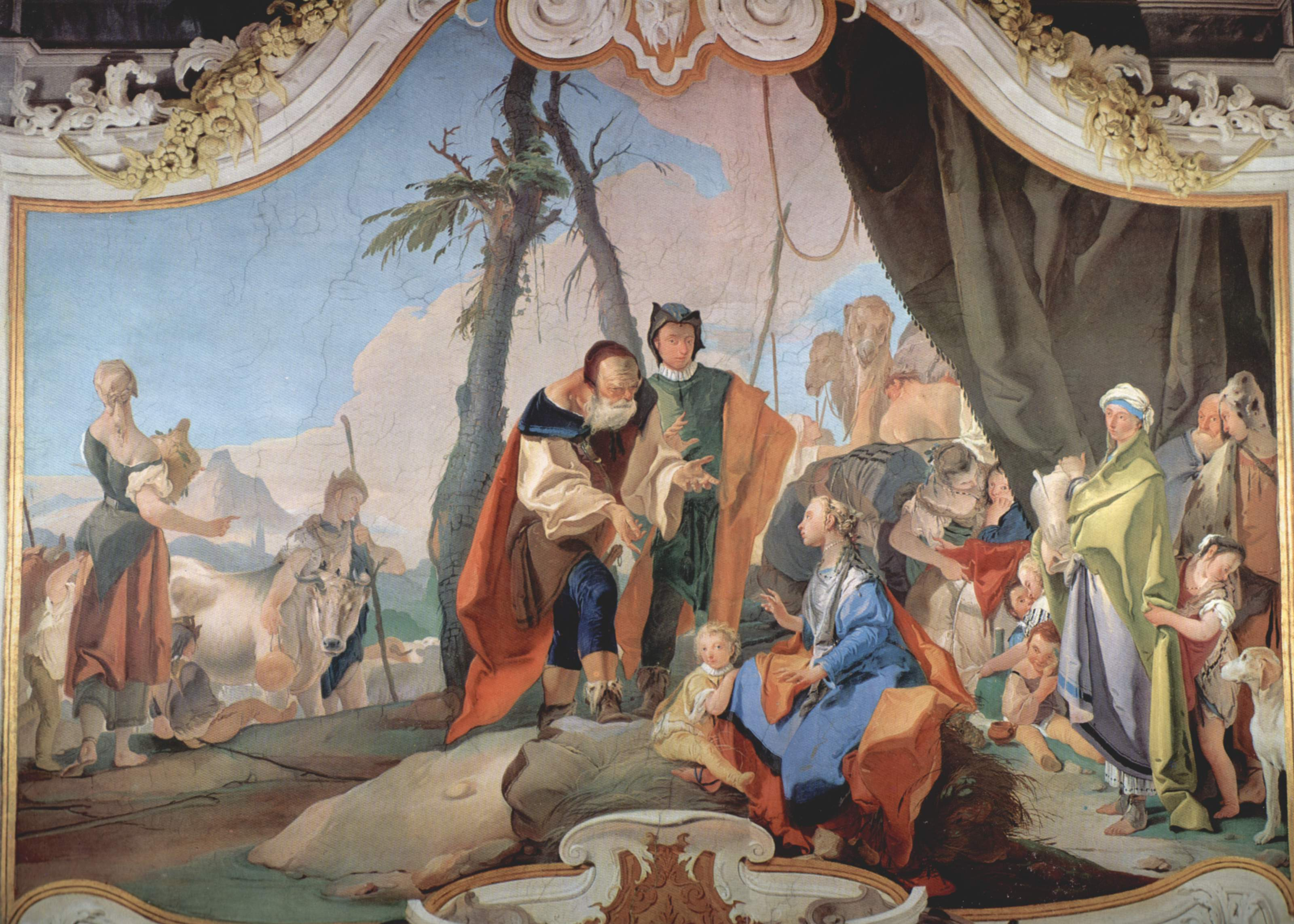
Particolare dipinto Giovanni Battista Tiepolo
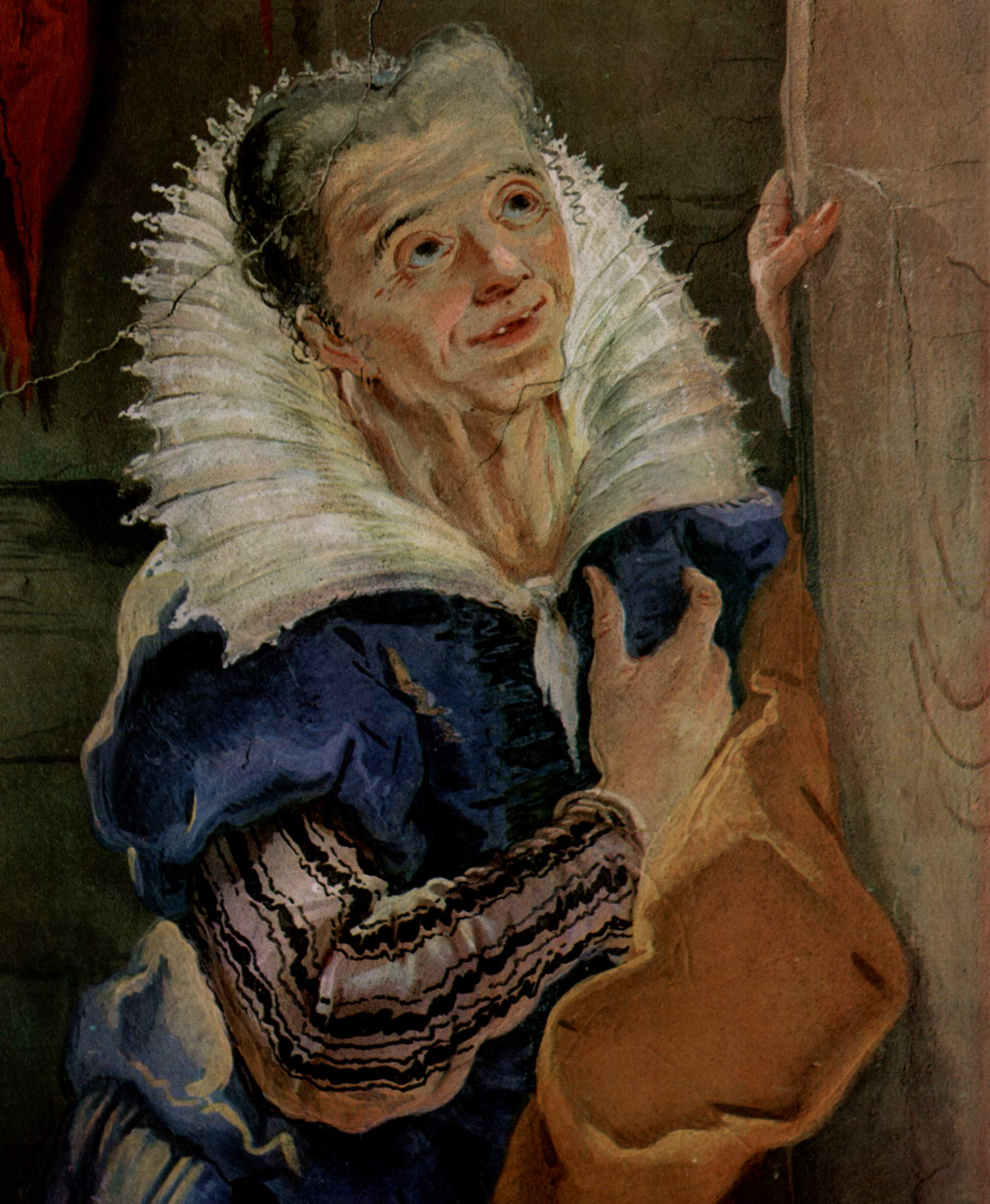
Particolare dipinto Giovanni Battista Tiepolo
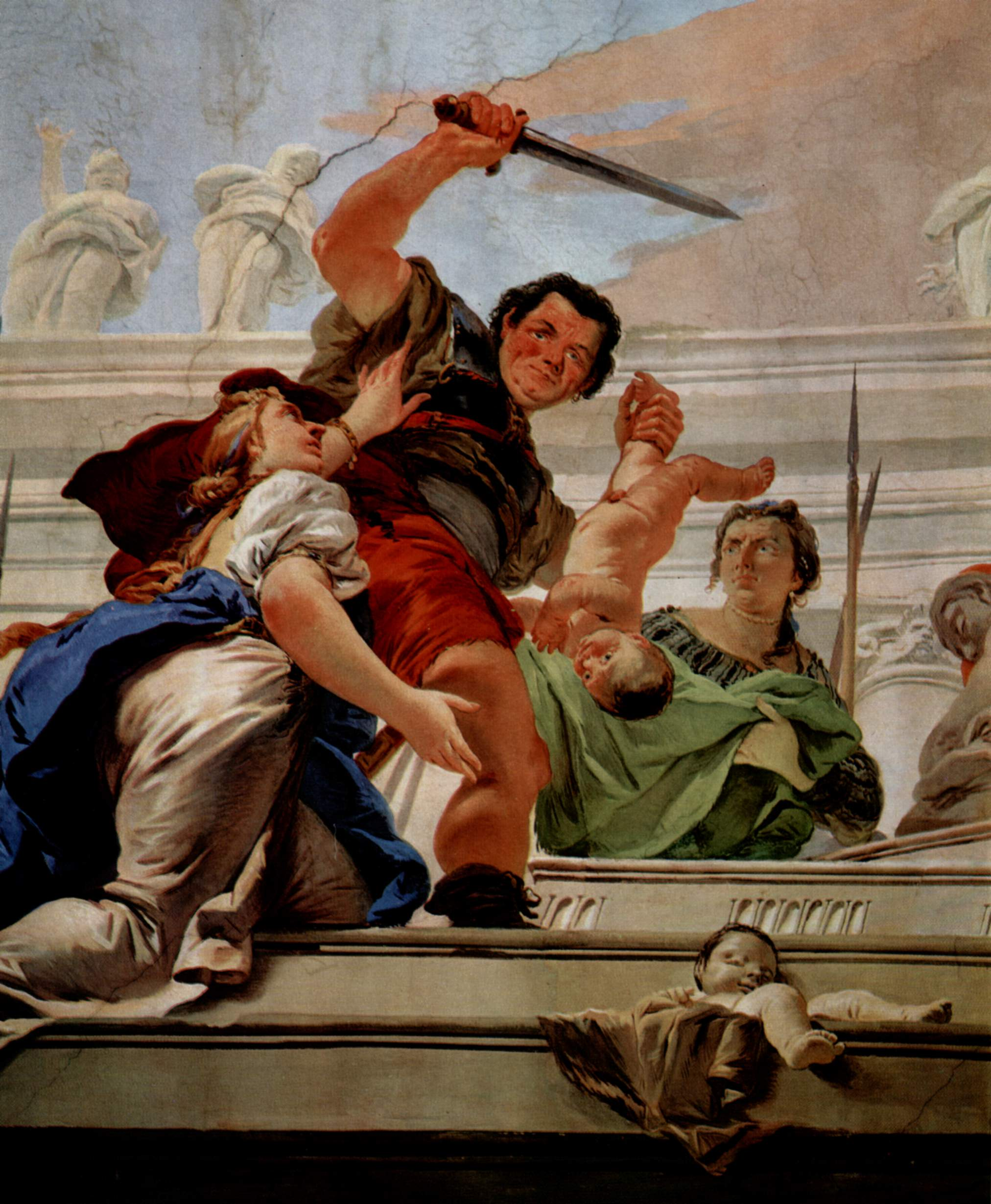
Particolare dipinto Giovanni Battista Tiepolo
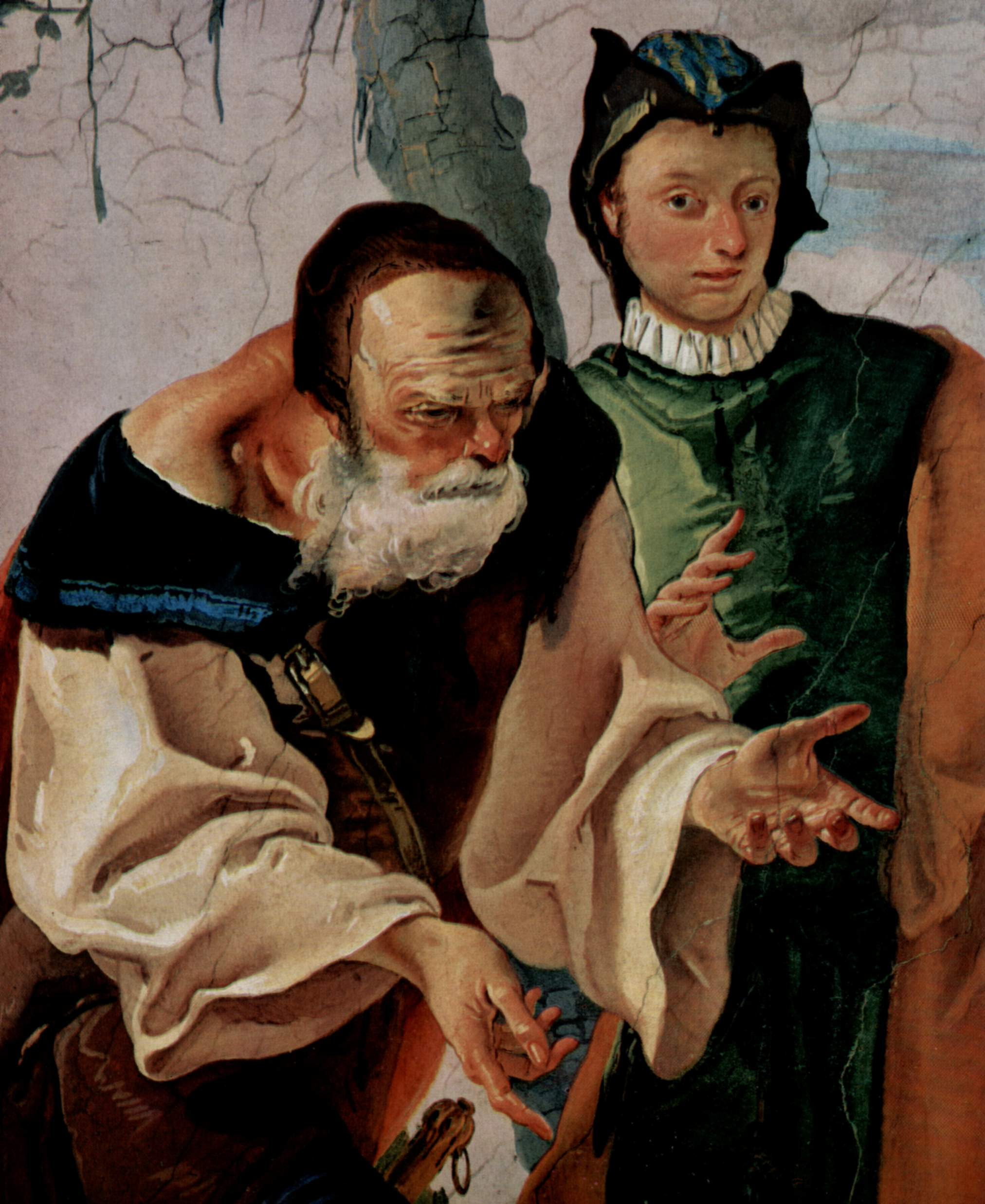
Particolare dipinto Giovanni Battista Tiepolo
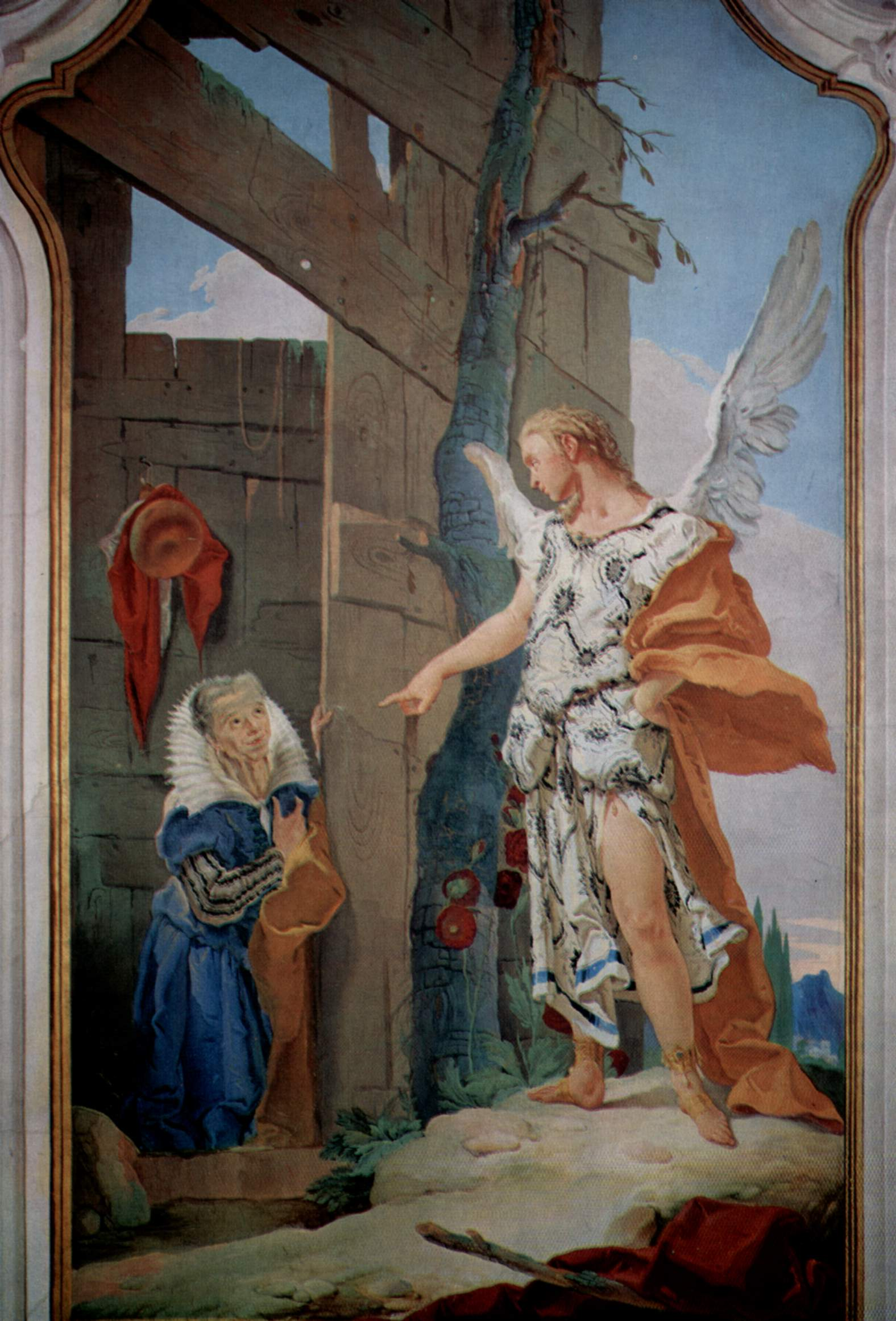
Particolare dipinto Giovanni Battista Tiepolo
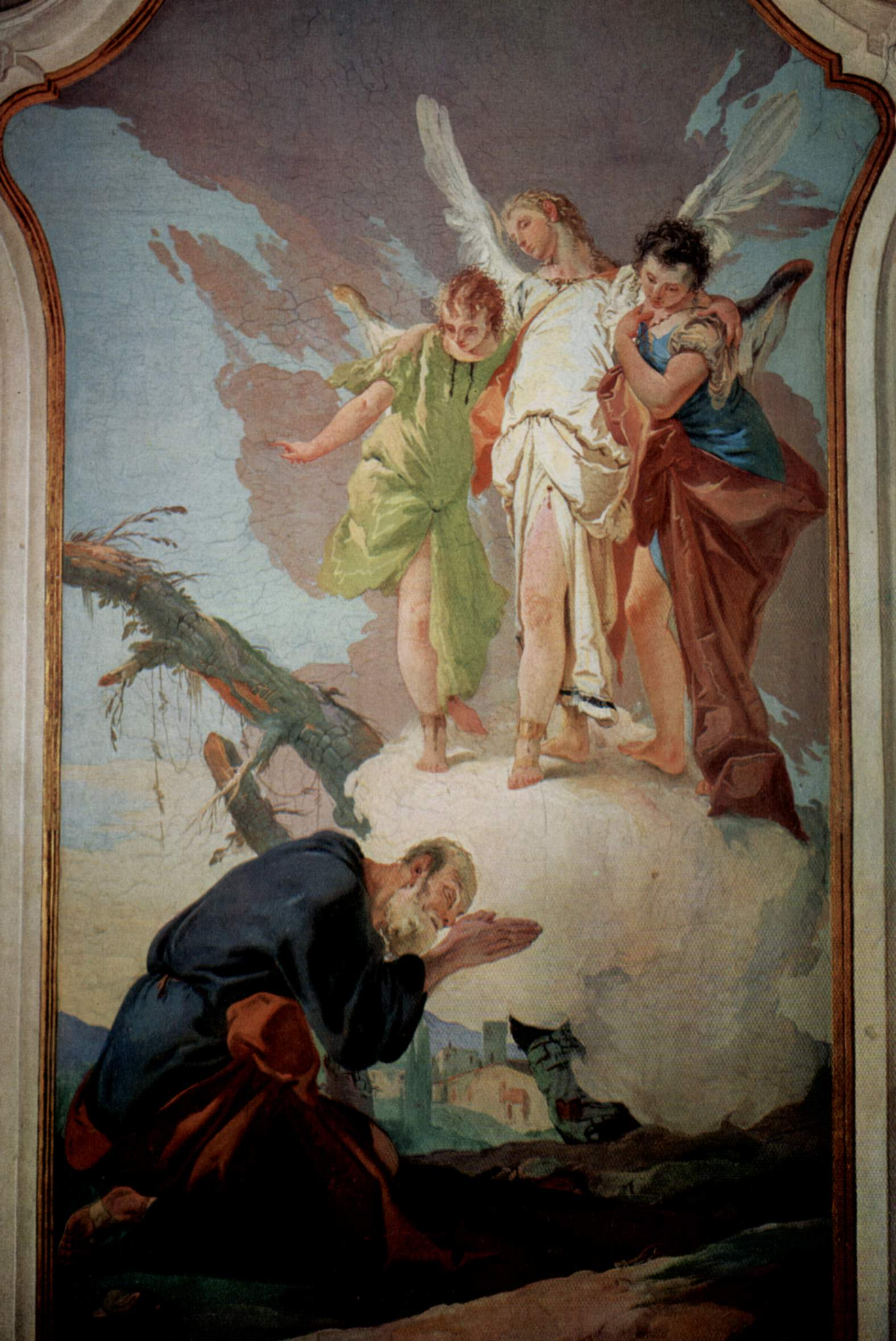
Particolare dipinto Giovanni Battista Tiepolo
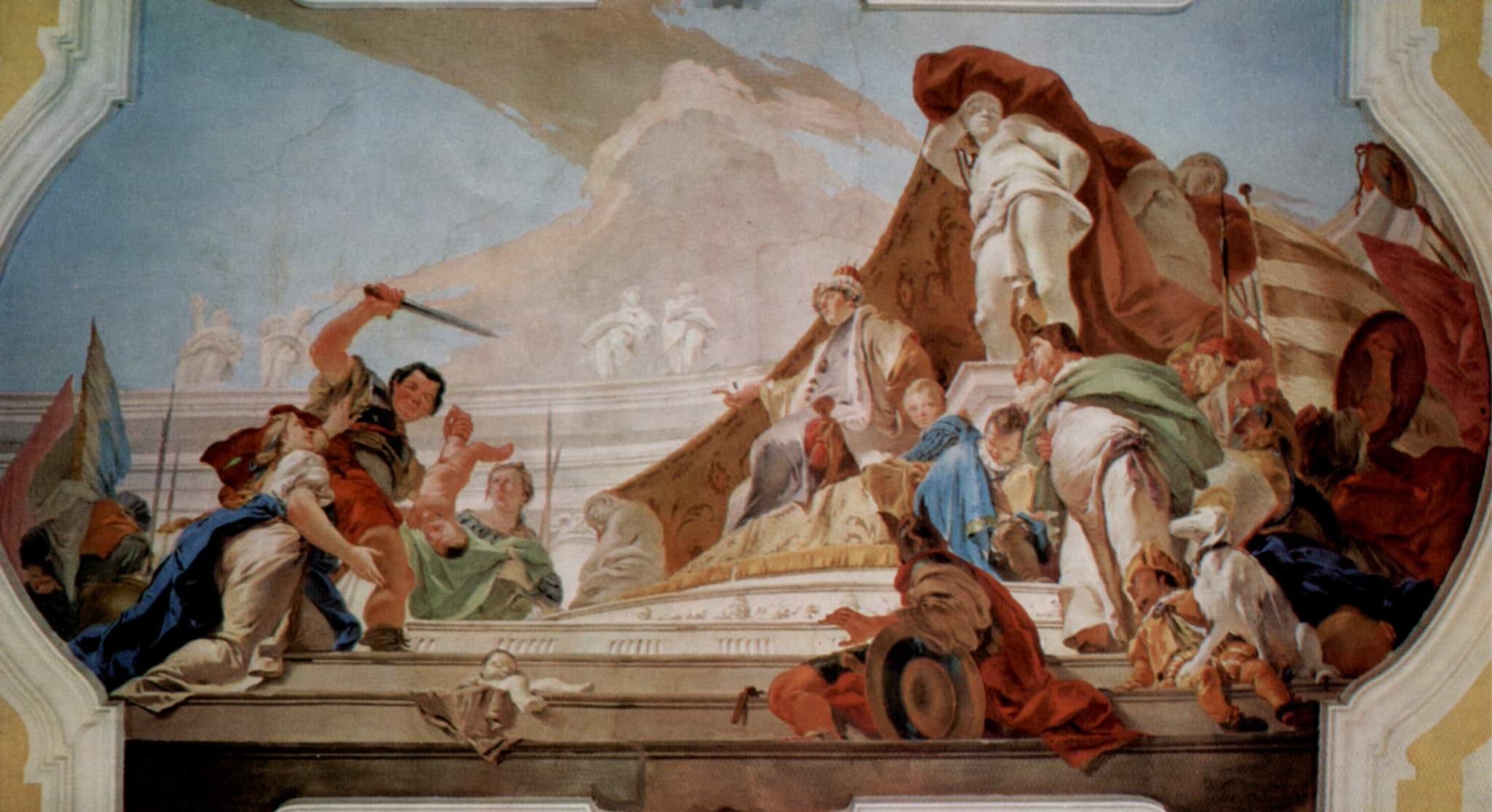
Particolare dipinto Giovanni Battista Tiepolo
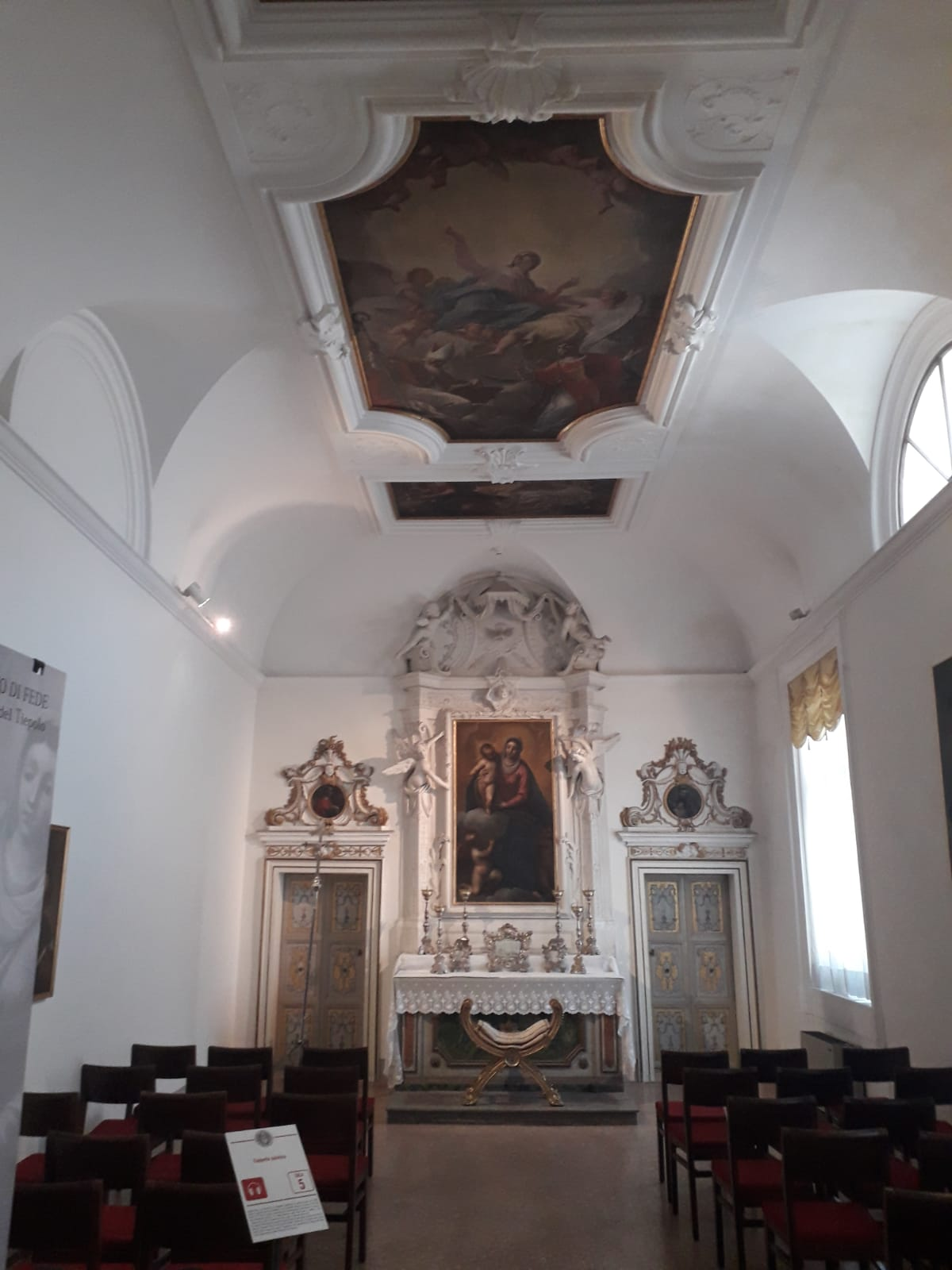
Cappella privata
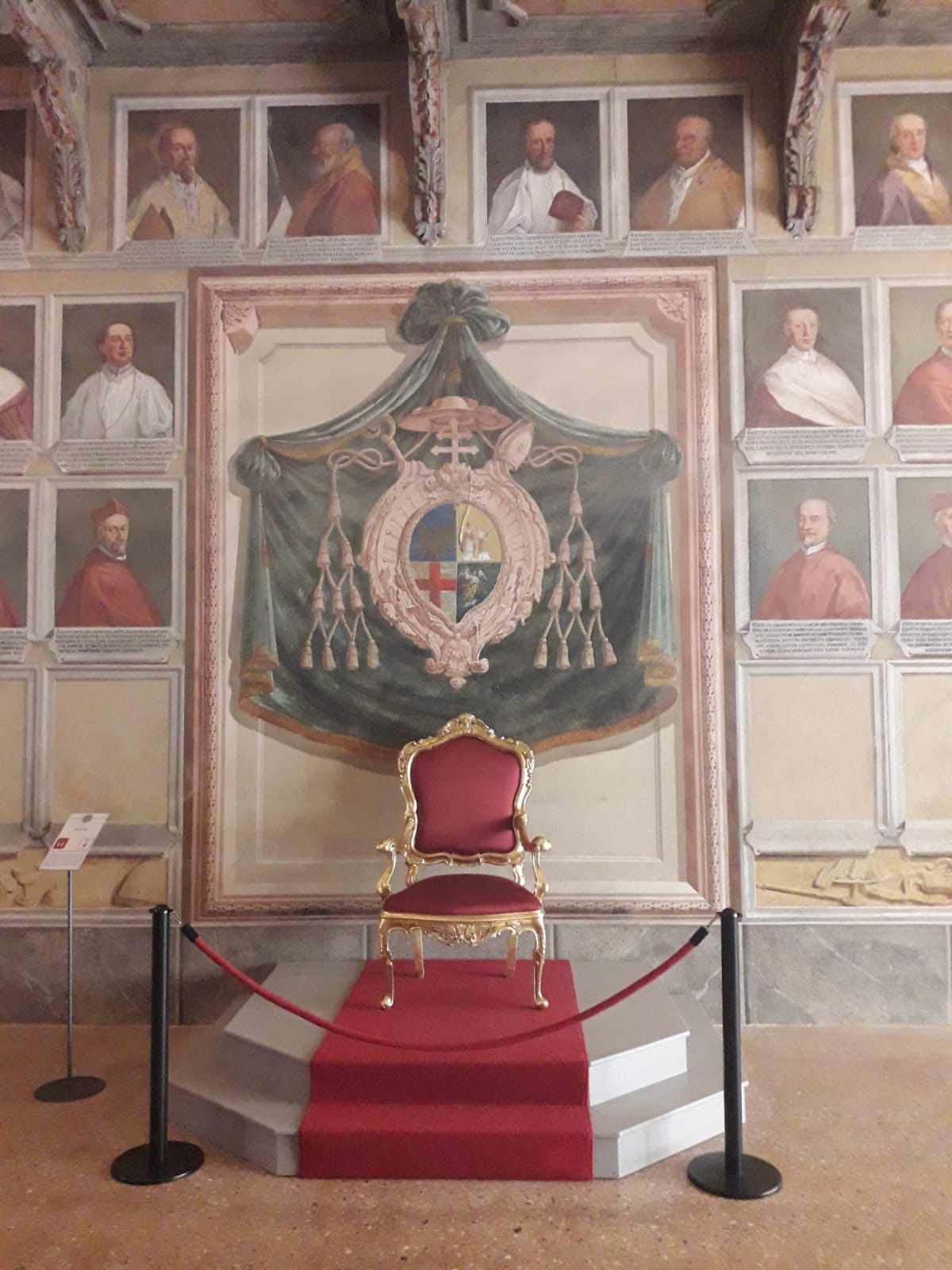
Il trono dei patriarchi